# Milton Katims
Milton Katims (* 24. Juni 1909 in Brooklyn, New York City; † 27. Februar 2006 in Shoreline, Washington) war ein US-amerikanischer Dirigent und Bratschist.

## Leben
Katims, Spross einer österreichisch-ungarisch-russischen Einwandererfamilie, studierte Violine an der Columbia University, dann Bratsche und Dirigieren bei Léon Barzin. Von 1935 bis 1943 war er als Bratschist und Assistenz-Dirigent bei der WOR Radio Station tätig. Danach wurde er Mitglied im NBC Symphony Orchestra unter dem Dirigenten Arturo Toscanini, wo er als erster Solobratschist und von 1947 bis 1954 als Erster Gastdirigent tätig war. Gleichzeitig lehrte er an der Juilliard School, gründete mit dem Pianisten Mieczysław Horszowski das New York Quartet und half zeitweise beim Budapest Quartet aus.
1954 wurde er Musikdirektor und Dirigent der Seattle Symphony und blieb in diesem Amt bis 1976. Daneben dirigierte er als Gast renommierte Orchester, u. a. New York Philharmonic, Philadelphia Orchestra, Boston Symphony, London Philharmonic, Cleveland Orchestra und Montreal Symphony. Von 1976 bis 1984 wirkte er als Künstlerischer Leiter der Moores School of Music an der University of Houston. 1985 lehrte er noch als Professor am Konservatorium Shanghai.